# 球形拳蟹
球形拳蟹（学名：Philyra globulosa）为玉蟹科拳蟹属的动物。分布于泰国湾、印度、波斯湾以及中国大陆的广东、海南等地，生活环境为海水，一般生活于低潮线的沙底。